# Lucien Birgé
Lucien Birgé (* 1950 in Frankreich) ist ein französischer Mathematiker.

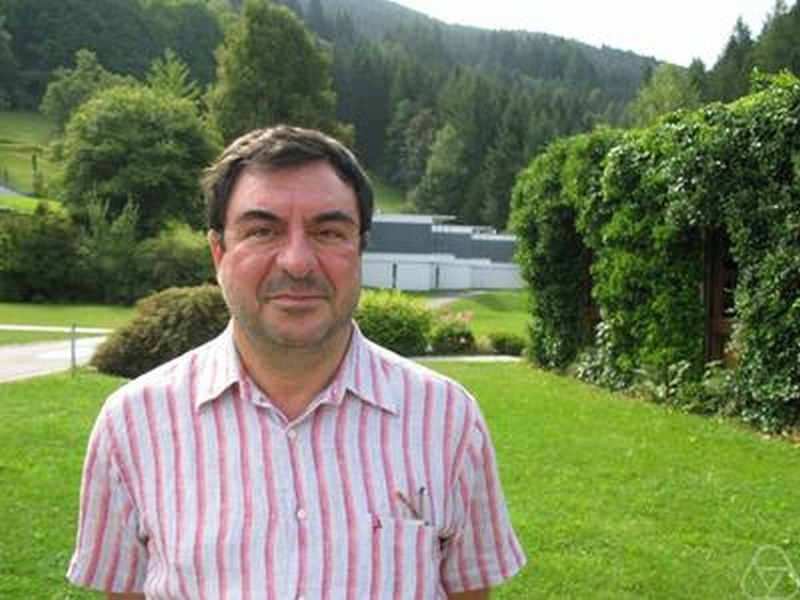
Lucien Birgé, Oberwolfach 2009

## Leben und Wirken
Lucien Birgé studierte von 1970 bis 1974 an der École Normale Supérieure in Paris. Anschließend wurde er Assistent an der Universität Pierre und Marie Curie. 1980 promovierte er an der Universität Paris VII. Im Jahr darauf wurde er Professor an der Universität Paris-Nanterre. Seit 1990 ist er Professor an der Universität Pierre und Marie Curie.
Birgé arbeitet auf dem Gebiet der mathematischen Statistik. Er forscht zu nichtparametrischen Schätzungen, insbesondere zur Theorie der Modellwahl und -anpassung. Außerdem beschäftigt er sich mit Dimensionstheorie, mit der Beziehung zwischen Schätzung und Tests sowie mit statistischen Ungleichungen.
2005 erhielt er die Brouwer-Medaille der Koninklijk Wiskundig Genootschap für die „Tiefe, Originalität und Eleganz seines Werkes auf dem Gebiet der mathematischen Statistik“. Außerdem ist er Honored Fellow des Institute of Mathematical Statistics. 2012 wurde Birgé mit dem Sophie-Germain-Preis ausgezeichnet.

## Werke
- Lucien Birgé: Approximation dans les espaces métriques et théorie de l’estimation. Inégalités de Cràmer-Chernoff et théorie asymptotique des tests. Dissertation, Université Paris VII, 1980